# Consejo de la República de Guinea Ecuatorial
El Consejo de la República es un órgano estatal de la República de Guinea Ecuatorial. Su función es asesorar al Presidente de la República en su gestión durante su mandato y a los demás poderes del Estado.

## Historia
El Consejo de la República fue establecido tras la Independencia de Guinea Ecuatorial. Según la Constitución de Guinea Ecuatorial de 1968, la función del órgano era entre otras, dictaminar sobre la constitucionalidad de leyes y procedimientos, y asesorar al Presidente de la República.
El Consejo se componía de seis miembros, siendo uno de ellos su Presidente. De acuerdo a la Constitución: "Estos seis Consejeros serán elegidos libremente por mitad por cada uno de los Consejos Provinciales entre personas naturales de cada una de las Provincias que no pertenezcan ni al Consejo Provincial ni a la Asamblea de la República." El Presidente del Consejo era la tercera autoridad del país, después del Presidente y el Vicepresidente. Tras la independencia, Andrés Moisés Mba Ada fue elegido primer Presidente del Consejo.
En 1971, tras haberse iniciado la dictadura de Francisco Macías Nguema, el Consejo de la República fue suprimido por decreto presidencial.
El Consejo de la República fue reintroducido en 2012 tras las reformas constitucionales a la Ley Fundamental de Guinea Ecuatorial de 1991 aprobadas en referéndum en 2011. Sus funciones actuales son similares a las de 1968, incluyendo la defensa de la constitución y el mantenimiento de la seguridad, la unidad nacional, la integridad
territorial, el Estado de Derecho y la soberanía.  En la actualidad se compone de nueve miembros, elegidos por los expresidentes de la República, los expresidentes de la Cámara de los Diputados, los expresidentes del Senado, los expresidentes de la Corte Suprema de Justicia y los expresidentes del Tribunal Constitucional. Los expresidentes de la República serán miembros vitalicios de pleno derecho del Consejo de la República.
El actual presidente del Consejo de la República es Ignacio Milam Tang.